# Straßgiech

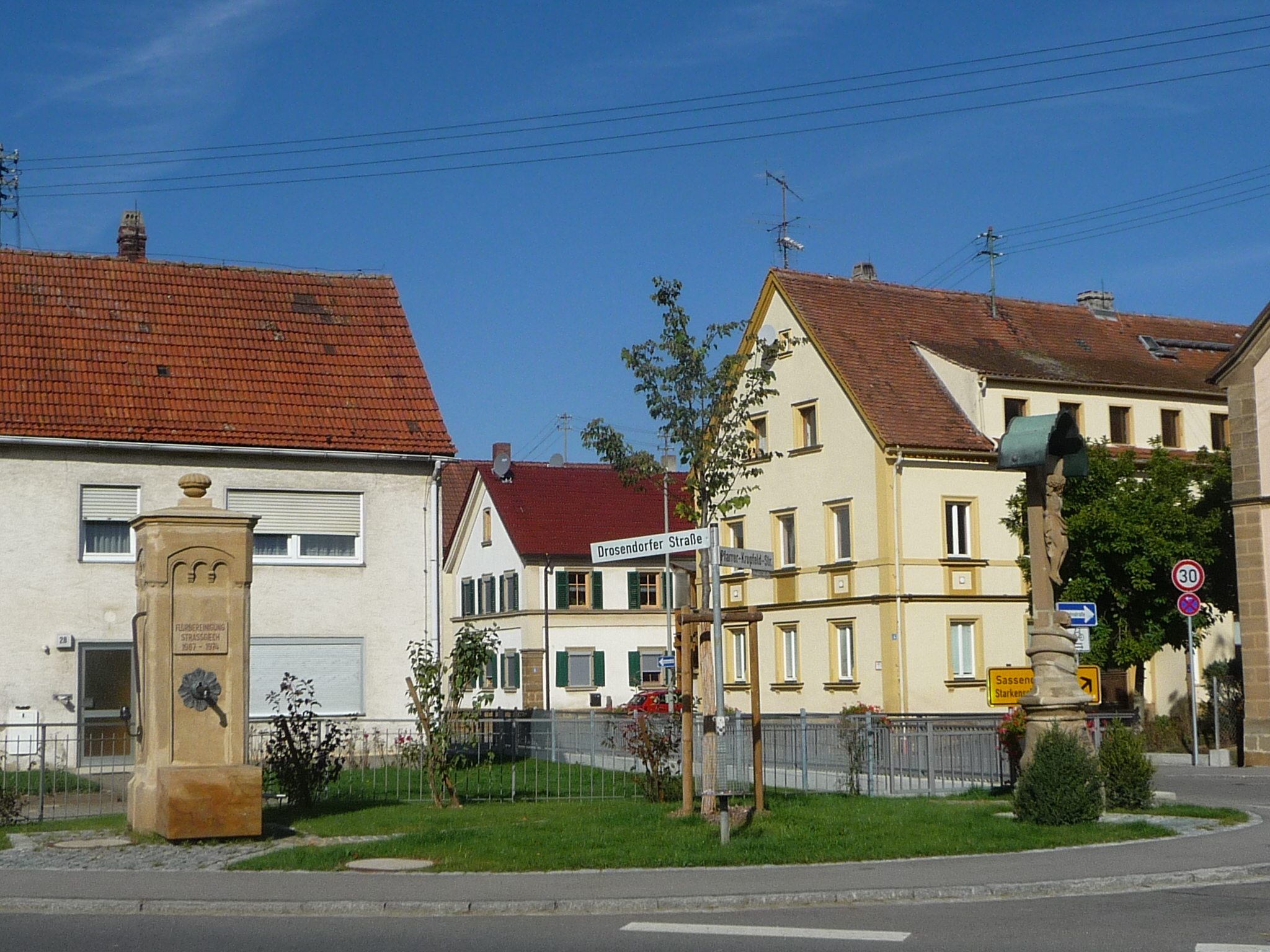
Ortsmitte

Straßgiech ist ein Gemeindeteil der Stadt Scheßlitz im oberfränkischen Landkreis Bamberg in Bayern. Der Ort hat 518 Einwohner (Stand 30. März 2022).

## Lage
Das Dorf liegt etwa zwölf Kilometer nordöstlich von Bamberg. Bis 1985 war Straßgiech mit dem Haltepunkt Giech an der Bahnstrecke Bamberg–Scheßlitz an das Eisenbahnnetz angebunden.

## Straßgiech und Wiesengiech
Straßgiech war eine eigenständige Gemeinde ohne weitere Gemeindeteile. Ab 1. April 1971 bildete es zusammen mit dem direkt angrenzenden Gemeindeteil Wiesengiech die Gemeinde Giech. Im Zuge der Gebietsreform in Bayern folgte schließlich am 1. Mai 1978 die Eingliederung in die Stadt Scheßlitz.

## Brauerei Drei Kronen

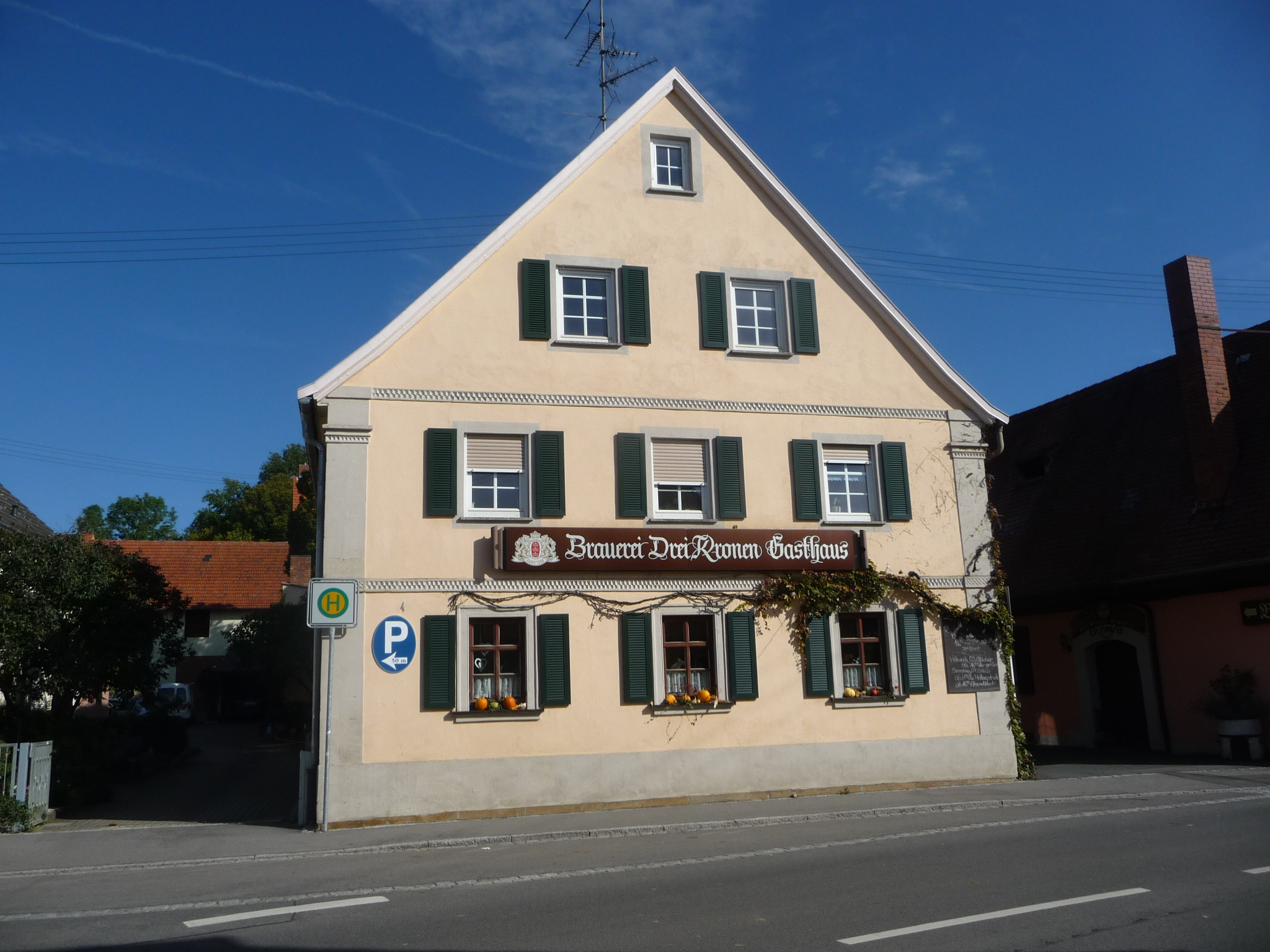
Brauerei Drei Kronen

In Straßgiech befindet sich die 1308 gegründete Brauerei Drei Kronen, eine der ältesten Brauereien der Welt.

## Bäckerei Rahmer
Regional bekannt ist die Straßgiecher Bäckerei Rahmer, auch „Giecher Bäck“ genannt, die neben dem alltäglichen Verkauf von Backwaren tagsüber und abends von 22 bis 24 Uhr Leberkäse und weitere Produkte verkauft.

## Pfarrkirche St. Valentin
Neubau 1686 nach Plänen von Johann Jakob Michael Küchel. Altar 1741–1745.

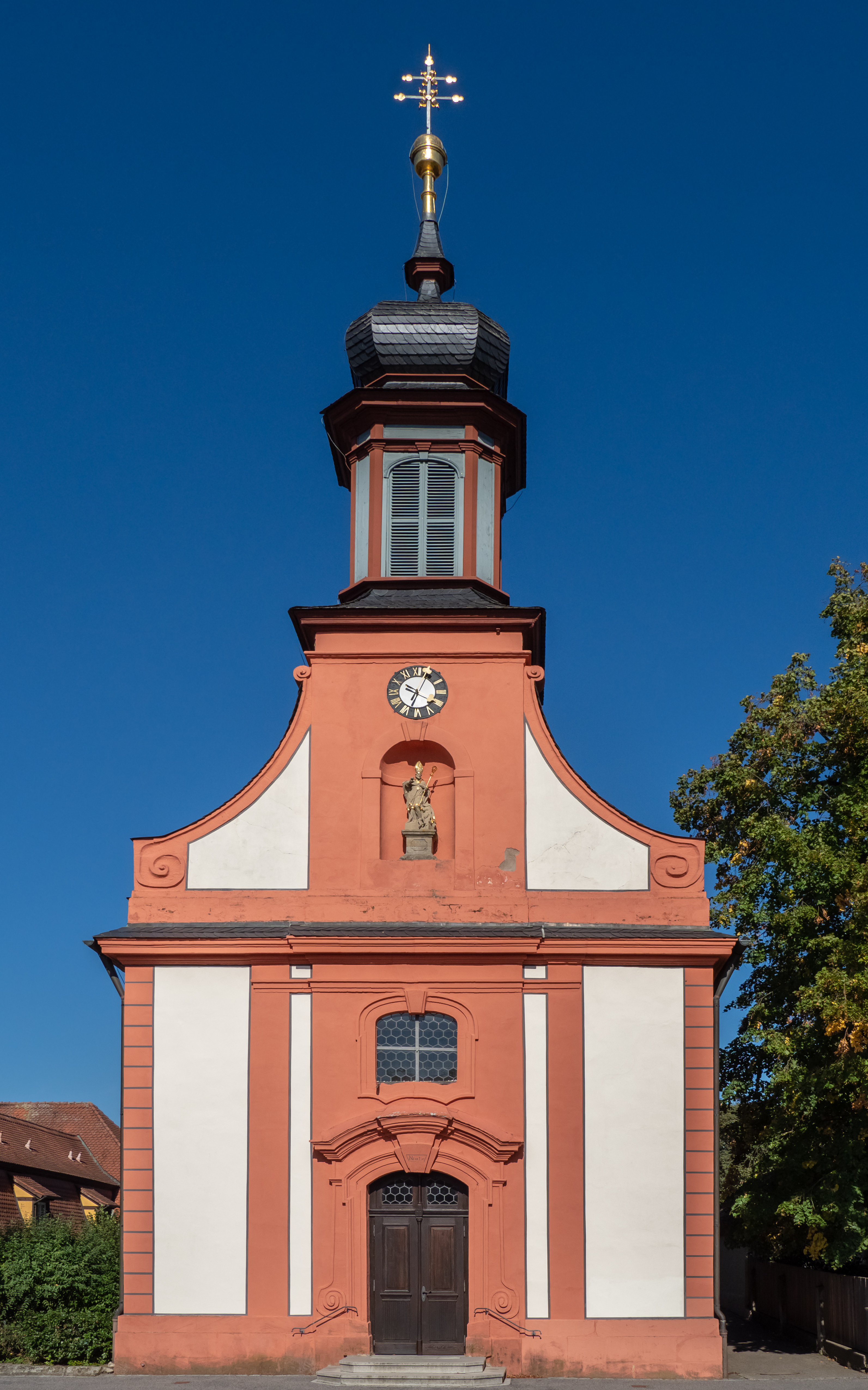
Kirche St. Valentin
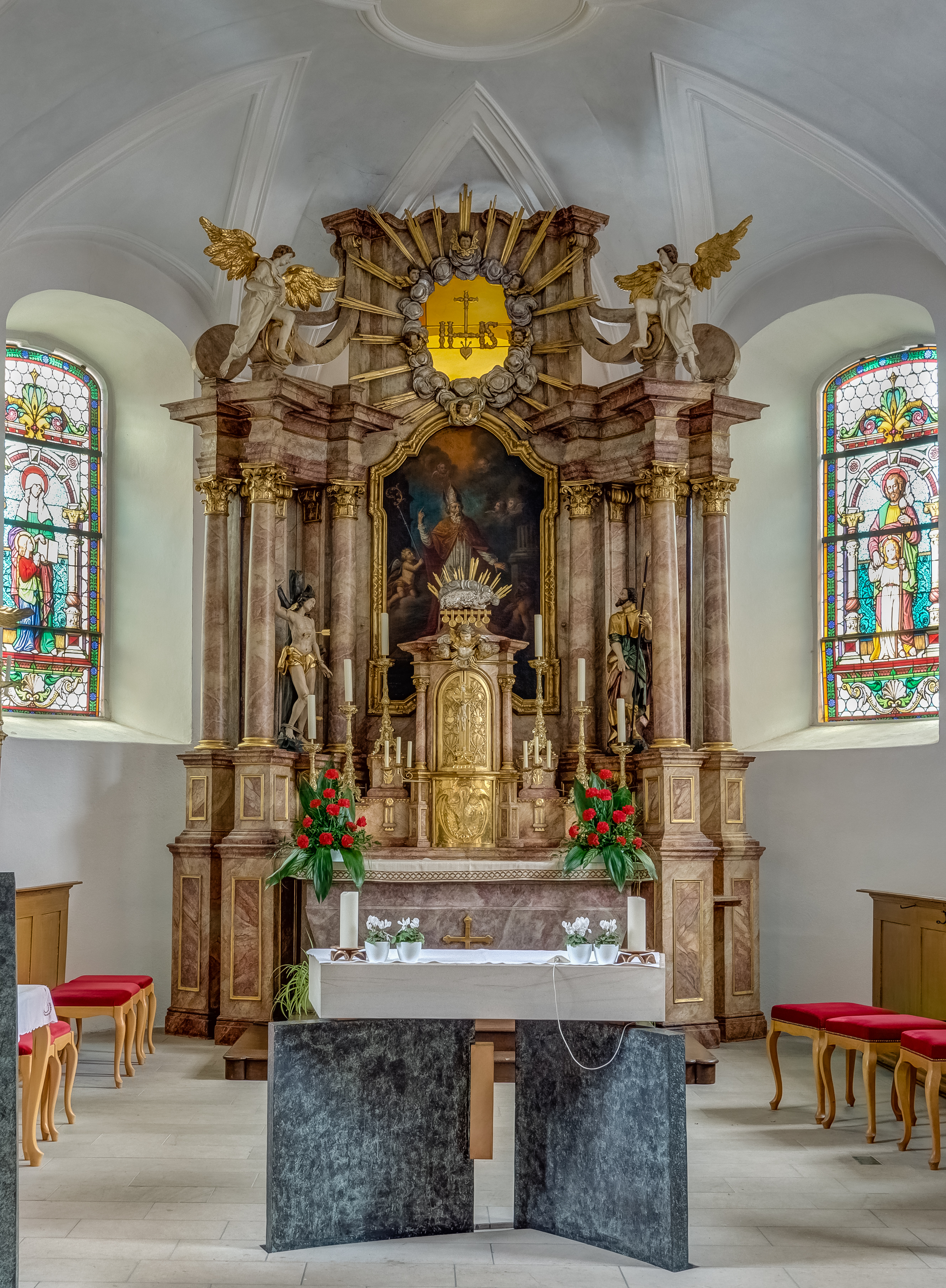
Altar